# Walter Baseggio
Walter Baseggio (Clabecq, Bélgica, 19 de agosto de 1978) es un exfutbolista belga, que durante su carrera se desempeñó en la posición de centrocampista.

## Selección nacional
Su debut con la selección de Bélgica se produjo en el estadio Rey Balduino de Bruselas, el 27 de marzo de 1999,  en partido amistoso ante Bulgaria (Bélgica 0 - Bulgaria 1). Durante su carrero ha disputado un total de 27 partidos con su selección ( 15 amistosos, 8 clasificatorios para Eurocopa y 4 clasificatorios para Mundial). Ha marcado 1 gol, lo consiguió en la victoria de Bélgica contra San Marino por 10 a 1, el 28 de febrero de 2001.

## Biografía

### Diagnóstico de cáncer
Baseggio anunció en junio de 2009 que tenía cáncer de tiroides. Tras ser sometido a una larga recuperación, en 2010 sus médicos anunciaron que el jugador ya no corría peligro. En mayo de 2012, Baseggio anunció que el cáncer había regresado.

## Clubes
| Club           | País    | Año         | Partidos | Goles |
| RSC Anderlecht | Bélgica | 1996 - 2005 | 279      | 45    |
| FC Treviso     | Italia  | 2006        | 28       | 1     |
| RSC Anderlecht | Bélgica | 2007        | 10       | 0     |
| RE Mouscron    | Bélgica | 2008 - 2010 | 41       | 6     |
| AFC Tubize     | Bélgica | 2010 - 2011 | 15       | 1     |

## Títulos
| Temporada | Título                | Club           |
| --------- | --------------------- | -------------- |
| 2007/2008 | Copa de Bélgica       | RSC Anderlecht |
| 2006/2007 | Super Copa de Bélgica | RSC Anderlecht |
| 2006/2007 | Liga de Bélgica       | RSC Anderlecht |
| 2005/2006 | Liga de Bélgica       | RSC Anderlecht |
| 2003/2004 | Liga de Bélgica       | RSC Anderlecht |
| 2000/2001 | Liga de Bélgica       | RSC Anderlecht |
| 1999/2000 | Liga de Bélgica       | RSC Anderlecht |